# Glover Teixeira
Glover Lucas Teixeira (Sobrália, 28 de octubre de 1979) es un artista marcial mixto brasileño retirado que compitió en la categoría de peso semipesado en Ultimate Fighting Championship, fue campeón en su categoría y es el peleador más longevo que por primera vez logró ganar un campeonato en la compañía de UFC.

## Primeros años
Teixeira es originario de Sobrália, Minas Gerais, Brasil. En su barrio no pasaba tráfico, no había electricidad en la mayoría de las casas, y no tenía gasolinera. En 1999, se trasladó a Danbury, Connecticut para ayudar a mantener a su familia y rápidamente encontró un trabajo como jardinero.

## Carrera en artes marciales mixtas

### Ultimate Fighting Championship
Teixeira debutó en el UFC contra Kyle Kingsbury el 26 de mayo de 2012 en UFC 146. Teixeira derrotó a Kingsbury por sumisión en la primera ronda.
El 13 de octubre de 2012, Teixeira se enfrentó a Fábio Maldonado en UFC 153. Teixeira domino a Maldonado durante toda la pelea con varios derribos, y un duro ground and pound, lo que el doctor terminó por detener la pelea al final de la segunda ronda.
Teixeira/Jackson tuvo lugar el 26 de enero de 2013 en UFC on Fox 6. Teixeira derrotó a Jackson por decisión unánime.
Teixeira se enfrentó a James Te-Huna el 25 de mayo de 2013 en UFC 160. Teixeira ganó por sumisión con una guillotina en la primera ronda. La actuación de Teixeira le llevó a ganar el premio a la Sumisión de la Noche.
El 4 de septiembre de 2013, Teixeira se enfrentó a Ryan Bader en UFC Fight Night 28. Teixeira derrotó a Bader por nocaut técnico en la primera ronda. La actuación le valió para obtener el premio al KO de la Noche.
Teixeira se enfrentó a Jon Jones el 26 de abril de 2014 en UFC 172 por el campeonato de peso semipesado. Teixeira perdió la pelea por decisión unánime y puso fin a su racha de 20 victorias consecutivas.
El 25 de octubre de 2014, Teixeira se enfrentó a Phil Davis en UFC 179. Teixeira perdió la pelea por decisión unánime.
El 8 de agosto de 2015, Teixeira se enfrentó a Ovince Saint Preux en UFC Fight Night 73. Teixeira ganó la pelea por sumisión técnica en la tercera ronda. Tras el evento, ambos peleadores ganaron el premio a la Pelea de la Noche.
Teixeira se enfrentó a Patrick Cummins el 7 de noviembre de 2015 en UFC Fight Night 77. Teixeira ganó la pelea por nocaut técnico en la segunda ronda.
Teixeira se enfrentó a Rashad Evans el 16 de abril de 2016 en UFC on Fox 19. Teixeira ganó la pelea por nocaut en la primera ronda, ganando así el premio a la Actuación de la Noche.
El 20 de agosto se enfrentó a Anthony Johnson en UFC 202. Perdió la pelea por TKO en la primera ronda.
Teixeira se enfrentó a Jared Cannonier en UFC 208 el 11 de febrero de 2017. Ganó la pelea por decisión unánime.
Una pelea reprogramada con Alexander Gustafsson finalmente se llevó a cabo el 28 de mayo de 2017 en el evento principal de UFC Fight Night 109. Teixeira perdió la pelea por nocaut en la quinta ronda. A pesar de la derrota, tras la pelea recibió su segundo premio a la Pelea de la Noche.
Teixeira tenía previsto enfrentar a Misha Cirkunov el 28 de octubre de 2017 en UFC Fight Night 119. Sin embargo, el combate se retrasó después de que Teixeira no se recuperara de una cirugía en su mano y la pelea finalmente se llevó a cabo el 16 de diciembre de 2017 en UFC en Fox 26. Teixeira ganó la pelea por TKO en la primera ronda.
Se esperaba que Teixeira se enfrentara a Ilir Latifi el 22 de julio de 2018 en UFC Fight Night 134. Sin embargo, el 5 de julio de 2018, se anunció que Latifi fue retirado del evento, citando una lesión. Latifi fue reemplazado después por Corey Anderson.
Teixeira se enfrentó a Nikita Krylov el 14 de septiembre de 2019 en UFC por ESPN + 16. Ganó por decisión dividida.
Teixeira estaba programado para enfrentar a Anthony Smith el 25 de abril de 2020 en UFC Fight Night: Smith vs.Teixeira. Sin embargo, el 9 de abril, Dana White, el presidente de UFC anunció que este evento fue pospuesto y reprogramado para el 13 de mayo de 2020 en UFC Fight Night: Smith vs. Teixeira. Glover Teixeira ganó la pelea por nocaut técnico en el quinto asalto.
El 8 de noviembre de 2020, Teixeira se enfrentó a Thiago "Marreta" Santos en UFC Vegas 13. Teixeira ganó la pelea por sumisión técnica en la tercera ronda.
Se esperaba que Teixeira se enfrentara a Jan Błachowicz el 25 de septiembre de 2021 en UFC 266 por el Campeonato de Peso Semipesado de UFC. Sin embargo, el combate se pospuso y se trasladó al 30 de octubre de 2021 en UFC 267. Ganó el combate por sumisión en el segundo asalto, ganando el Campeonato de Semipesado de la UFC.
Teixeira se enfrentó al aspirante Jiří Procházka el 11 de junio de 2022 en UFC 275 por el Campeonato de Peso Semipesado de UFC. Teixeira perdió el combate en los últimos segundos del último asalto por una sumisión. Perdió el Campeonato de Semipesado de la UFC. Aun así la actuación le valió el bono Pelea de la Noche.

## Campeonatos y logros
- Ultimate Fighting Championship
  - Campeón de peso semipesado de UFC (Una vez)
  - KO de la Noche (una vez) vs Ryan Bader
  - Sumisión de la Noche (una vez) vs. James Te-Huna
  - Pelea de la Noche (tres veces) vs. Ovince Saint Preux,Alexander Gustafsson y Jiří Procházka[30][29]
  - Actuación de la Noche (cuatro veces) vs. Rashad Evans ,Ion Cuțelaba,Anthony Smith y Jan Błachowicz[31][32][33][34]

- Shooto
  - Campeonato Sudamericano (100 kg)

- Sherdog
  - Paliza del Año (2012) vs. Fábio Maldonado
  - Segundo Equipo más Violento (2012)
  - Tercer Equipo más Violento (2013)

## Récord en artes marciales mixtas
| Resultado | Récord | Oponente             | Método                              | Evento                                     | Fecha                    | Ronda | Tiempo | Localización          | Notas |  |
| --------- | ------ | -------------------- | ----------------------------------- | ------------------------------------------ | ------------------------ | ----- | ------ | --------------------- | --- |  |
| Derrota   | 33–9   | Jamahal Hill         | Decisión (unánime)                  | UFC 283                                    | 21 de enero de 2023      | 5     | 5:00   | Río de Janeiro        | Por el Campeonato Vacante de Peso Semipesado de UFC. Pelea de la noche. Anunció su retiro después del combate.                                |  |
| Derrota   | 33–8   | Jiří Procházka       | Sumisión (rear-naked choke)         | UFC 275                                    | 11 de junio de 2022      | 5     | 4:32   | Kallang               | Perdió el Campeonato de Peso Semipesado de UFC. Pelea de la Noche. Pelea del año.                                                             |  |
| Victoria  | 33–7   | Jan Błachowicz       | Sumisión (rear-naked choke)         | UFC 267                                    | 30 de octubre de 2021    | 2     | 3:02   | Abu Dhabi             | Ganó el Campeonato de Peso Semipesado de UFC. Actuación de la Noche. Se convierte el peleador más longevo en ganar un título por primera vez. |  |
| Victoria  | 32–7   | Thiago Santos        | Sumisión (rear-naked choke)         | UFC on ESPN: Santos vs. Teixeira           | 7 de noviembre de 2020   | 3     | 1:48   | Las Vegas, Nevada     | |  |
| Victoria  | 31–7   | Anthony Smith        | TKO (golpes)                        | UFC Fight Night: Smith vs. Teixeira        | 13 de mayo de 2020       | 5     | 1:04   | Jacksonville, Florida | Actuación de la Noche. |  |
| Victoria  | 30–7   | Nikita Krylov        | Decisión (dividida)                 | UFC Fight Night: Cerrone vs. Gaethje       | 14 de septiembre de 2019 | 3     | 5:00   | Vancouver             | |  |
| Victoria  | 29–7   | Ion Cutelaba         | Sumisión (rear-naked choke)         | UFC Fight Night: Jacaré vs. Hermansson     | 27 de abril de 2019      | 2     | 3:37   | Sunrise, Florida      | Actuación de la Noche. |  |
| Victoria  | 28–7   | Karl Roberson        | Sumisión (arm-triangle choke)       | UFC Fight Night: Cejudo vs. Dillashaw      | 19 de enero de 2019      | 1     | 3:21   | Brooklyn, Nueva York  | |  |
| Derrota   | 27–7   | Corey Anderson       | Decisión (unánime)                  | UFC Fight Night: Shogun vs. Smith          | 22 de julio de 2018      | 3     | 5:00   | Hamburgo              | |  |
| Victoria  | 27–6   | Misha Cirkunov       | TKO (golpes)                        | UFC on Fox: Lawler vs. dos Anjos           | 17 de diciembre de 2017  | 1     | 2:45   | Winnipeg, Manitoba    | |  |
| Derrota   | 26–6   | Alexander Gustafsson | KO (golpes)                         | UFC Fight Night: Gustafsson vs. Teixeira   | 28 de mayo de 2017       | 5     | 1:07   | Estocolmo             | Pelea de la Noche. |  |
| Victoria  | 26–5   | Jared Cannonier      | Decisión (unánime)                  | UFC 208                                    | 11 de febrero de 2017    | 3     | 5:00   | Brooklyn, Nueva York  | |  |
| Derrota   | 25–5   | Anthony Johnson      | KO (golpe)                          | UFC 202                                    | 20 de agosto de 2016     | 1     | 0:13   | Las Vegas, Nevada     | |  |
| Victoria  | 25–4   | Rashad Evans         | KO (golpes)                         | UFC on Fox: Teixeira vs. Evans             | 16 de abril de 2016      | 1     | 1:48   | Tampa, Florida        | Actuación de la Noche. |  |
| Victoria  | 24–4   | Patrick Cummins      | TKO (golpes)                        | UFC Fight Night: Belfort vs. Henderson 3   | 7 de noviembre de 2015   | 2     | 1:12   | São Paulo             | |  |
| Victoria  | 23–4   | Ovince Saint Preux   | Sumisión técnica (rear-naked choke) | UFC Fight Night: Teixeira vs. St. Preux    | 8 de agosto de 2015      | 3     | 3:10   | Nashville, Tennessee  | Pelea de la Noche. |  |
| Derrota   | 22–4   | Phil Davis           | Decisión (unánime)                  | UFC 179                                    | 25 de octubre de 2014    | 3     | 5:00   | Río de Janeiro        | |  |
| Derrota   | 22–3   | Jon Jones            | Decisión (unánime)                  | UFC 172                                    | 26 de abril de 2014      | 5     | 5:00   | Baltimore, Maryland   | Por el Campeonato de Peso Semipesado de UFC.                                                                                                  |  |
| Victoria  | 22–2   | Ryan Bader           | TKO (golpes)                        | UFC Fight Night: Teixeira vs. Bader        | 4 de septiembre de 2013  | 1     | 2:55   | Belo Horizonte        | KO de la Noche. |  |
| Victoria  | 21–2   | James Te-Huna        | Sumisión (guillotine choke)         | UFC 160                                    | 25 de mayo de 2013       | 1     | 2:38   | Las Vegas, Nevada     | Sumisión de la Noche. |  |
| Victoria  | 20–2   | Quinton Jackson      | Decisión (unánime)                  | UFC on Fox: Johnson vs. Dodson             | 26 de enero de 2013      | 3     | 5:00   | Chicago, Illinois     | |  |
| Victoria  | 19–2   | Fábio Maldonado      | TKO (parada médica)                 | UFC 153                                    | 13 de octubre de 2012    | 2     | 5:00   | Río de Janeiro        | |  |
| Victoria  | 18–2   | Kyle Kingsbury       | Sumisión (arm-triangle choke)       | UFC 146                                    | 26 de mayo de 2012       | 1     | 1:53   | Las Vegas, Nevada     | UFC debut. |  |
| Victoria  | 17–2   | Ricco Rodríguez      | Sumisión (golpes)                   | MMA Against Dengue                         | 27 de noviembre de 2011  | 1     | 1:58   | Río de Janeiro        | |  |
| Victoria  | 16–2   | Marvin Eastman       | KO (golpes)                         | Shooto Brasil: Fight for BOPE              | 25 de agosto de 2011     | 1     | 4:00   | Río de Janeiro        | |  |
| Victoria  | 15–2   | Antônio Mendes       | Sumisión (rear-naked choke)         | Shooto Brazil 24                           | 5 de agosto de 2011      | 1     | 4:06   | Brasilia              | Ganó el Campeonato de Shooto Sudamericano 100kg.                                                                                              |  |
| Victoria  | 14–2   | Márcio Cruz          | TKO (golpes)                        | Fight Club 1: Brazilian Stars              | 20 de julio de 2011      | 2     | 4:21   | Río de Janeiro        | |  |
| Victoria  | 13–2   | Simão Melo           | KO (golpes)                         | Shooto Brazil 23                           | 4 de junio de 2011       | 1     | 1:49   | Río de Janeiro        | |  |
| Victoria  | 12–2   | Daniel Tabera        | Decisión (unánime)                  | Bitetti Combat 8: 100 Years of Corinthians | 4 de diciembre de 2010   | 3     | 5:00   | São Paulo             | |  |
| Victoria  | 11–2   | Marko Peselj         | TKO (golpes)                        | Impact FC 2                                | 18 de julio de 2010      | 1     | 3:01   | Sídney                | |  |
| Victoria  | 10–2   | Tiago Tosato         | KO (golpes)                         | Bitetti Combat MMA 7                       | 28 de mayo de 2010       | 1     | 1:27   | Río de Janeiro        | |  |
| Victoria  | 9–2    | Joaquim Ferreira     | TKO (parada del equipo)             | Bitetti Combat MMA 6                       | 25 de febrero de 2010    | 2     | 1:30   | Brasilia              | |  |
| Victoria  | 8–2    | Leonardo Nascimento  | Sumisión técnica (guillotine choke) | Bitetti Combat MMA 4                       | 12 de septiembre de 2009 | 1     | 3:11   | Río de Janeiro        | |  |
| Victoria  | 7–2    | Buckley Acosta       | KO (golpes)                         | Palace Fighting Championships 7            | 20 de febrero de 2008    | 1     | 1:00   | Lemoore, California   | |  |
| Victoria  | 6–2    | Jorge Oliveira       | KO (golpes)                         | PFC 6: No Retreat, No Surrender            | 17 de enero de 2008      | 1     | 0:05   | Lemoore, California   | |  |
| Victoria  | 5–2    | Rameau Sokoudjou     | KO (golpes)                         | WEC 24                                     | 12 de octubre de 2006    | 1     | 1:41   | Lemoore, California   | |  |
| Victoria  | 4–2    | Jack Morrison        | Sumisión (rear-naked choke)         | WEC 22                                     | 28 de julio de 2006      | 1     | 1:27   | Lemoore, California   | |  |
| Victoria  | 3–2    | Carlton Jones        | KO (golpes)                         | WEC 20                                     | 2 de mayo de 2006        | 1     | 1:57   | Lemoore, California   | |  |
| Derrota   | 2–2    | Ed Herman            | Decisión (unánime)                  | SF 9: Respect                              | 26 de marzo de 2005      | 3     | 5:00   | Gresham, Oregón       | |  |
| Victoria  | 2–1    | Justin Ellison       | TKO (golpes)                        | SF 5: Stadium                              | 28 de agosto de 2004     | 1     |        | Gresham, Oregón       | |  |
| Victoria  | 1–1    | Matt Horwich         | Decisión (unánime)                  | SF 3: Dome                                 | 17 de abril de 2004      | 3     | 5:00   | Gresham, Oregón       | |  |
| Derrota   | 0–1    | Eric Schwartz        | TKO (golpes y codazos)              | WEC 3                                      | 7 de junio de 2002       | 2     | 3:33   | Lemoore, California   | |  |